# Olkokwa
Olkokwa är en ö i Kenya.   Den ligger i länet Baringo, i den centrala delen av landet, 230 km norr om huvudstaden Nairobi. Olkokwa ligger i sjön Lake Baringo.